# Polskie Stowarzyszenie Palantowe Klub Trójmiasto
Polskie Stowarzyszenie Palantowe Klub Trójmiasto (PSPal Trójmiasto) – palantowy klub sportowy z siedzibą w Gdyni, działający od 2015, Mistrz Polski (2019, 2020, 2021), wicemistrz Polski (2022), zdobywca Pucharu Polski na trawie (2021, 2022) oraz Plażowego Pucharu Polski (2021, 2022); rekordzista Guinessa.

## Historia
Klub działa od 2015. Początkowo funkcjonował jako społeczność amatorów-miłośników gry w palanta. Od 2019 uczestniczy w rozgrywkach ogólnopolskich. 20 maja 2021 uzyskał status stowarzyszenia.  
Od 2021 klub jest organizatorem Pucharu Polski w palanta na trawie (rozgrywki prowadzone są na stadionie Gdańskiego Ośrodku Sportu przy al. Grunwaldzkiej 244), a także Plażowego Pucharu Polski w palanta (na plażowym Stadionie Letnim w Gdańsku–Brzeźnie przy ul. Jantarowej 21). Treningi otwarte organizowane są w przestrzeni parkowej Gdańska oraz Sopotu. 

## Sukcesy sportowe
Mistrzostwo Polski (2019, 2020, 2021), wicemistrzostwo Polski (2022), Puchar Polski na trawie (2021, 2022), Plażowy Puchar Polski (2021, 2022), drugie miejsce w Pucharze Polski na hali (2022).
Klub PSPal Trójmiasto w 2021 został oficjalnie wpisany Księgi Rekordów Guinnessa po tym, jak na sztucznym boisku IV Liceum Ogólnokształcącego w Gdańsku (w dzielnicy Nowy Port) od 19 do 20 czerwca 2021 został rozegrany najdłuższy, 24-godzinny, mecz w palanta. Zmagania dwóch drużyn toczyły się nieprzerwanie i zakończyły się wynikiem 444-425.
28 stycznia 2023 w Warszawie dwie drużyny PSPal Trójmiasto zdobyły 2 pierwsze lokaty w rozgrywkach o Puchar Prezesa PSPal.